# Sigurd Hauso Haugen
Sigurd Hauso Haugen (Haugesund, 1997. július 17. –) norvég korosztályos válogatott labdarúgó, a dán Aarhus csatárja.

## Pályafutása

### Klubcsapatokban
Haugen 2015-ben mutatkozott be a Sandnes Ulf felnőtt csapatában, ám nem lépett pályára egy mérkőzésen sem. 2016-ban az első osztályban szereplő Odd csapatához igazolt. A ligában a 2016. szeptember 11-én, a Lillestrøm ellen 4–2-re megnyert mérkőzés 66. percében, Jone Samuelsen cseréjeként debütált, majd 26 perccel később megszerezte első gólját is a klub színeiben. A 2018 februárja és 2019 augusztusa között a másodosztályú Sogndal csapatát erősítette, ahol összesen 42 mérkőzésen szerepelt és 26 gólt szerzett. 2019-ben a belga Union SG együtteséhez szerződött. Először a 2019. augusztus 10-ei, Virton ellen 1–0-ás győzelemmel zárult bajnoki 69. percében, Mathias Fixellest váltva lépett pályára.
2020. június 10-én a norvég első osztályban érdekelt Aalesundhoz igazolt. Először a 2020. június 16-ai, Molde ellen 4–1-re elvesztett mérkőzésen lépett pályára. Első gólját 2020. június 28-án, a Strømsgodset ellen 1–1-es döntetlennel zárult találkozón szerezte. A 2020-as szezonban kiestek a másodosztályba. A 2021-es idényben 30 mérkőzésen elért 21 góljával is hozzájárult a klub Eliteserienbe való feljutásában.
2022. július 8-án ötéves szerződést kötött a dán Aarhus csapatával. 2022. július 17-én, a Brøndby ellen 1–0-ra elvesztett bajnokin debütált. Első gólját 2022. július 24-én, a Viborg ellen 3–1-re megnyert mérkőzésen szerezte meg.

### A válogatottban
Haugen tagja volt a norvég U15-ös és U16-os válogatottnak is.
2016-ban debütált a norvég U15-ös válogatottban. Először 2016. február 11-én, Szlovákia ellen 1–0-ra megnyert barátságos mérkőzésen lépett pályára.

## Statisztikák
2023. március 3. szerint
| Klub     | Szezon   | Osztály          | Bajnokság | Bajnokság | Kupa  | Kupa | Nemzetközi | Nemzetközi | Összesen | Összesen |
| Klub     | Szezon   | Osztály          | Meccs     | Gól       | Meccs | Gól  | Meccs      | Gól        | Meccs    | Gól      |
| -------- | -------- | ---------------- | --------- | --------- | ----- | ---- | ---------- | ---------- | -------- | -------- |
| Odd      | 2016     | Tippeligaen      | 3         | 1         | 0     | 0    | 1          | 0          | 4        | 1        |
| Odd      | 2017     | Eliteserien      | 15        | 2         | 1     | 1    | 3          | 2          | 19       | 5        |
| Odd      | Összesen | Összesen         | 18        | 3         | 1     | 1    | 4          | 2          | 23       | 6        |
| Sogndal  | 2018     | OBOS-ligaen      | 27        | 16        | 2     | 1    | —          | —          | 29       | 17       |
| Sogndal  | 2019     | OBOS-ligaen      | 15        | 10        | 1     | 1    | —          | —          | 16       | 11       |
| Sogndal  | Összesen | Összesen         | 42        | 26        | 3     | 2    | 0          | 0          | 45       | 28       |
| Union SG | 2019–20  | Proximus League  | 21        | 3         | 2     | 0    | —          | —          | 23       | 3        |
| Aalesund | 2020     | Eliteserien      | 25        | 4         | —     | —    | —          | —          | 25       | 4        |
| Aalesund | 2021     | OBOS-ligaen      | 30        | 21        | 3     | 2    | —          | —          | 33       | 23       |
| Aalesund | 2022     | Eliteserien      | 13        | 7         | 2     | 1    | —          | —          | 15       | 8        |
| Aalesund | Összesen | Összesen         | 68        | 32        | 5     | 3    | 0          | 0          | 73       | 35       |
| Aarhus   | 2022–23  | Danish Superliga | 20        | 2         | 3     | 4    | —          | —          | 23       | 6        |
| Összesen | Összesen | Összesen         | 169       | 66        | 14    | 10   | 4          | 2          | 187      | 78       |

## Sikerei, díjai
Aalesund
- OBOS-ligaen
  - Feljutó (1): 2021